# Rueda inglesa

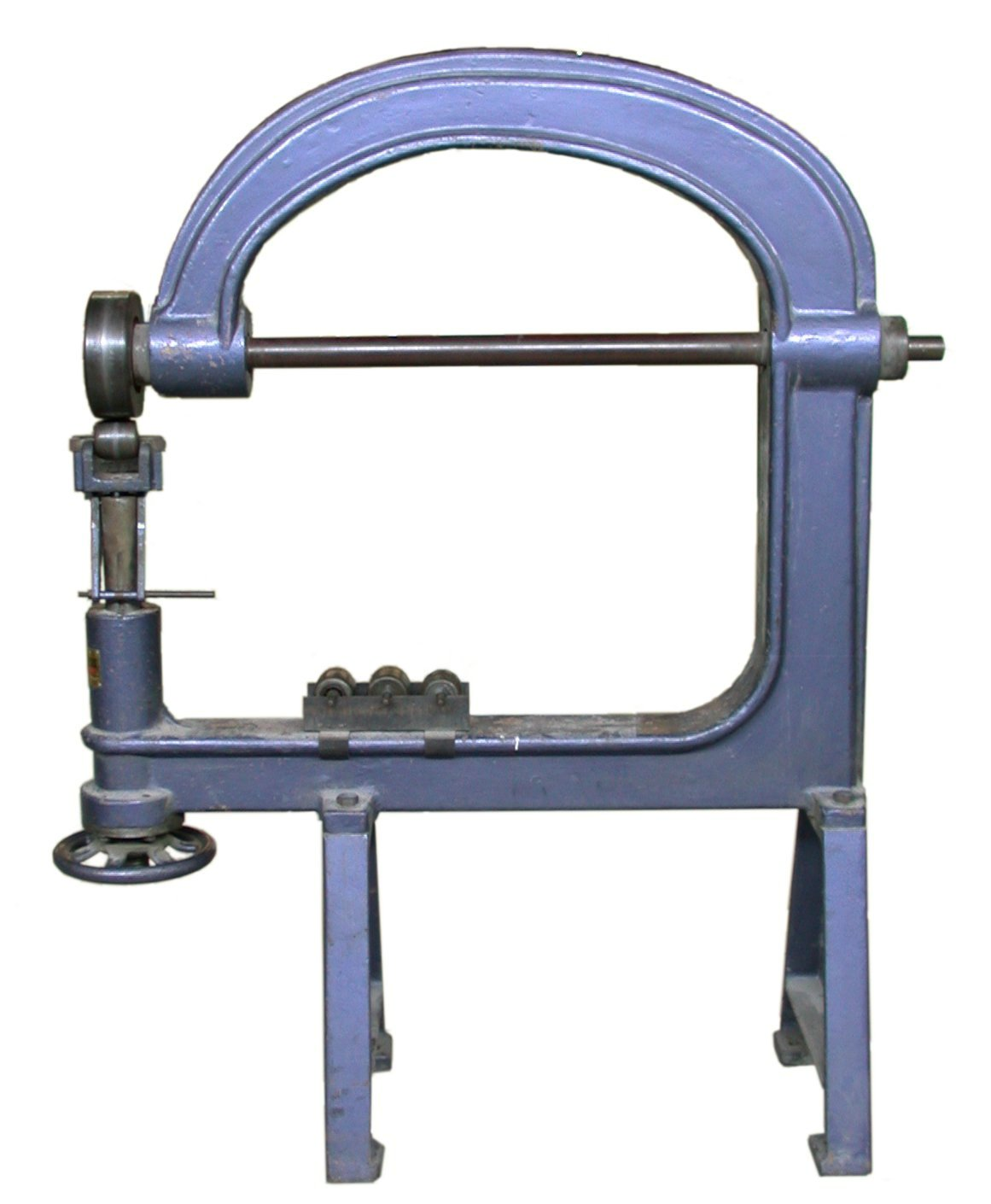
Una rueda inglesa

La  rueda inglesa  es una máquina manual para tratar plancha de metal y crear sin problemas, formas redondeadas de plancha de acero - o de aluminio.
Tiene la forma de una gran "C" cerrada con dos ruedas en los extremos. La rueda inferior suele tener un radio más pequeño que la superior. Las máquinas más grandes suelen tener la rueda superior de hasta ocho centímetros de ancho y hasta 25 de diámetro.
La rueda superior es plana, mientras que la inferior tiene una superficie redondeada. El radio de curvatura de la inferior tiene una relación muy directa con la magnitud de la curvatura que se quiera dar a la plancha, e incluso la forma final. Se dispone de una serie de perfiles diferentes para la rueda inferior, dependiendo de lo que se quiere fabricar.

## Uso
El proceso consiste en hacer pasar la plancha hacia atrás y hacia adelante entre las dos ruedas. La presión entre las ruedas permite que la placa adelgace y se vaya estirando. El proceso hace que la placa vaya cogiendo forma alrededor de la rueda inferior, con su sección redonda.
La presión en el punto de contacto - que varía con el radio del perfil de la rueda inferior, la presión aplicada y el número de veces que se hace pasar la placa entre las ruedas - determina la magnitud de la deformación.
Para obtener la forma que se desea, se puede cambiar mientras se trabaja entre los diferentes perfiles de rueda inferior. Conocer la combinación de las diferentes ruedas a utilizar y la presión correcta a aplicar, es un arte complejo que cuesta un tiempo relativamente largo de aprender.